# Universiteit van Klaipėda
De Universiteit van Klaipėda (Litouws: Klaipėdos universitetas) is de jongste universiteit van Litouwen, gevestigd in de havenstad Klaipėda. 
De universiteit werd in 1991 opgericht. Voorgangers waren de plaatselijke filialen van het polytechnisch instituut van Kaunas en de pedagogische hogeschool van Šiauliai. 
De instelling heeft drie faculteiten: Sociale Wetenschappen en Humaniora, Mariene Technologie en Natuurwetenschappen en Gezondheidswetenschappen.